# 카르치아밀
카르치아밀(Kharchia wheat, Kharchia Local)은 키가 큰 재래 밀 품종이다. 인도 라자스탄주 팔리(Pali) 지역 카르치아 테실(Kharchia tehsil)의 나트륨 염분 토양이 자생하며 농경지에서 선별하여 개발한 계통이다. 인도에서 발견되는 밀 유전자형 중 염분에 가장 잘 견디는 밀 유전자형이다. 카르치아는 결이 붉은색이고 녹에 매우 취약하여 많은 농부들에게 인기가 없다.
카르치아 65(Kharchia 65)는 카르치아밀의 파생품종으로 역교배를 통해 개발된 녹방지형 품종이다. 인도에서는 대부분의 개선된 염분저항성 품종이 카르치아 65를 기반으로 사용하여 개발되었으며, 이는 전 세계적으로 밀의 내염성 테스트의 표준으로 사용된다. 수확량은 약 10-20Q/ha이다. 카르치아에서는 10mmhos/cm(=6400ppm 또는 약 6400mg/L) 미만의 물로 관개되는 것으로 보고되었다.